# Бусыгин, Александр Иванович
Александр Иванович Бусыгин (1900, Ростов-на-Дону — октябрь 1941, погиб под Вязьмой) — русский советский прозаик и журналист, военный корреспондент. Главный редактор северокавказского журнала «На подъёме», участник Гражданской и Великой Отечественной войн. Награждён орденом Красного Знамени.

## Биография
А. И. Бусыгин родился в рабочей семье. С 1915 по 1924 год был рабочим главных мастерских Владикавказской железной дороги.
Во время Гражданской войны — боец бронепоезда.
После окончания войны А. И. Бусыгин вернулся на работу в мастерские. Позже занялся журналистской и литературной работой — сначала был рабочим корреспондентом, а затем литсотрудником редакции газеты «Советский юг».
Свои первые очерки и рассказы опубликовал в 1923 году.
Один из организаторов Северо-Кавказской ассоциации пролетарских писателей (СКАПП) в Ростове-на-Дону и на Северном Кавказе, в которой сотрудничал с В. М. Киршоном, М. А. Шолоховым, А. А. Фадеевым, В. П. Ставским.
В 1924—1926 гг. вышли его рассказы и повести «Двое», «Отомстил», «Посёлок Кремнёвка».
С середины 1920-х годов — главный редактор северокавказского журнала «На подъёме». Был близким другом М. А. Шолохова. Познакомился Бусыгин с Шолоховым в Ростове-на-Дону в 1920-х, в то время Александр работал на паровозоремонтном заводе. Затем были встречи в начале декабря 1928 года, в конце мая 1929 года в редакции журнала «На подъёме», возглавлявшемся Бусыгиным.
А. И. Бусыгин — делегат Первого всесоюзного съезда советских писателей, состоявшегося в августе 1934 года.
В 1926 году в ростовском издательстве «Севкавкнига» выходит книга «Закалялась сталь» (в 1928 году вышла вторым изданием в издательстве «Московский рабочий», в 1937 году попала в список книг подлежащих изъятию из библиотек и книготорговой сети, весь тираж был изъят полностью). Перед началом Великой Отечественной войны А. Бусыгин начал работу над романом «Семья Бесергеневых», однако завершить его не успел.
В газете «Большевистская смена» 6 октября 1929 года была опубликована статья Александра Ивановича Бусыгина с опровержением клеветнических материалов Н. Прокофьева (по выражению М. А. Шолохова, «литературного подлеца»), напечатанных ранее в том же издании.
Вместе с группой литераторов в составе редакции армейской газеты ушёл на Западный фронт. Был военным корреспондентом армейской газеты «К победе». Воевал в смоленских лесах под Ярцевом и Вязьмой.
В августе 1941 года недалеко от деревни Вадино Смоленской области Бусыгин вновь встретился с Михаилом Шолоховым. Александр Бусыгин попросил его написать для газеты «К победе» что-нибудь, на следующий день очерк Шолохова «Пленные» (позже — «Военнопленные») был готов. Последняя встреча Михаила Шолохова с Александром Бусыгиным произошла осенью 1941 года под Вязьмой на Западном фронте. Михаил Александрович Шолохов вспоминал: «В 1941 году в трудные дни отступления, увидел я Сашу где-то около Вязьмы, немцы бомбили нас. Несколько наших редакционных машин стояли в берёзовой рощице. Самолёт противника их нащупал и разбил, раскрошил все машины. А моя уцелела... Тут я увидел Сашу. Он попросил, чтобы я подвёз его до политотдела дивизии. Мы поехали. Немецкие артиллеристы тут же взяли нас в „вилку“. Один снаряд разорвался впереди, другой позади. Ну, думаю, следующий снаряд наш. Гляжу на Бусыгина, а на его лице ни один мускул не дрогнул. Только кричит: „Врёшь – не возьмёшь, гадюка!“ Проскочили мы простреливаемое место благополучно. Довёз я Сашу до нужного ему перекрёстка. Вылез он из машины, снял с подбородка ремешок каски, откинул её назад и говорит: „Давай, Миша, попрощаемся!“ А голос срывается... Обнялись мы, поцеловались, и ушёл Саша в свою редакцию. Больше я его не видел. Погиб Саша Бусыгин».
В октябре 1941 года в ходе боя был тяжело ранен в обе ноги, но нашёл в себе силы доползти до станкового пулемёта, расчёт которого был уничтожен вражеской миной, и, прикрывая отход товарищей, один вёл огонь до последнего патрона в ленте.
Похоронен в братской могиле в г. Вязьма Смоленской области

## Память
- У входа на Ростовский паровозоремонтный завод была установлена мемориальная доска: «Здесь с 1915 по 1924 г. работал Бусыгин Александр Иванович, рабочий, писатель-коммунист, героически погибший в боях за Родину в октябре 1941 г.»
- В 1995 году в Советском районе Ростова-на-Дону бала образована улица, названная именем  Александра Бусыгина[7][8].

## Награды
- Орден Красного Знамени.